# Пстрошиці-Перші
Пстрошиці-Перші (пол. Pstroszyce Pierwsze) — село в Польщі, у гміні Мехув Меховського повіту Малопольського воєводства.
Населення — 245 осіб (2011).
У 1975-1998 роках село належало до Келецького воєводства.

## Демографія
Демографічна структура станом на 31 березня 2011 року:
|          | Загалом | Допрацездатний вік | Працездатний вік | Постпрацездатний вік |
| -------- | ------- | ------------------ | ---------------- | -------------------- |
| Чоловіки | 122     | 26                 | 80               | 16                   |
| Жінки    | 123     | 26                 | 65               | 32                   |
| Разом    | 245     | 52                 | 145              | 48                   |